# Sabellariidae
Sabellariidae Johnston, 1865 è una famiglia di anellidi policheti.

## Generi
- Gunnarea (Johansson, 1927)
- Idanthyrsus (Kinberg, 1867)
- Lygdamis (Kinberg, 1867)
- Monorchos (Treadwell, 1926)
- Phalacrostemma (Marenzeller, 1895)
- Phragmatopoma (Moerch, 1863)
- Sabellaria Lamarck, 1818